# Trattato di fusione
Il Trattato di fusione, noto anche come Trattato di Bruxelles e ufficialmente Trattato che istituisce un consiglio unico ed una commissione unica delle Comunità europee, è il trattato europeo che ha compattato la struttura organizzativa delle tre comunità europee esistenti all'epoca - Comunità europea (CEE), Comunità europea del carbone e dell'acciaio (CECA), Comunità europea dell'energia atomica (CEEA) - istituendo una commissione e un consiglio delle comunità europee unici. Le tre comunità da questo momento condividono lo stesso bilancio.
Il termine "comunità europee" entrò nell'uso proprio a partire dalla stipula di tale trattato. È stato abrogato dal trattato di Amsterdam del 1997 che ne comprende le disposizioni.